# Гломма
Гло́мма (Глома; устар. Гломен, Гломмен; норв. Glomma, Glåma) — река в восточной Норвегии. Самая длинная река в Норвегии (604 км). Бассейн Гломмы занимает около 13 % всей поверхности страны. Площадь водосборного бассейна — 42 441 км² (из них 422 км² на территории Швеции). Норвежское картографическое ведомство (Statens kartverk) признаёт официальными оба диалектных наименования реки — Glåma с долгим гласным (в верховьях реки, в фюльке Трёнделаг и Иннландет) и Glomma с кратким (в низовьях — фюльке Акерсхус и Эстфолл).

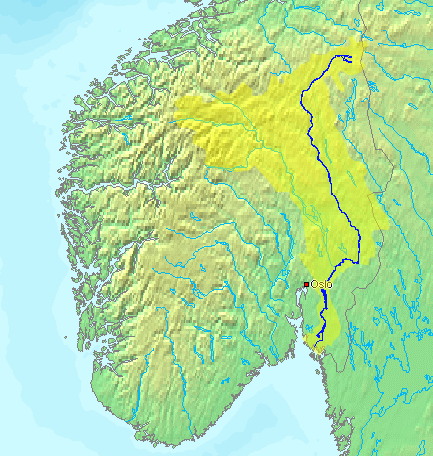
Бассейн реки Гломма

Гломма вытекает из озера Эурсунн возле Рёруса в фюльке Трёнделаг и впадает в Осло-фьорд возле Фредрикстада. Долина Гломмы в Иннландета, примерно от Алвдала до Сулёра носит название Эстердален, это одна из самых крупных долин в Норвегии. Возле селения Вормсунн в муниципалитете Нес в фюльке Акерсхус в Гломму впадает река Ворма, вытекающая из крупнейшего в Норвегии озера Мьёса. В фюльке Эстфолл Гломма делится на две протоки. Главная из них (восточная) проходит через Сарпсборг (где расположен самый мощный водопад Северной Европы Сарпсфоссен) и Фредрикстад. Западная протока от озера Иснесфьорден до озера Вистерфлу носит название Огордсэльва. После озера Вистерфлу река вновь делится на две протоки — восточная вновь впадает в главную протоку Гломмы, а западная впадает в море неподалёку от Фредрикстада.
На Гломме расположен ряд крупных гидроэлектростанций (Фуннефосс, Роносфосс и др.).

## Населённые пункты
- Рёрус
- Эльверум
- Конгсвингер
- Аским
- Сарпсборг
- Фредрикстад